# 美擬花鮨
美擬花鮨，又稱美擬花鱸，為輻鰭魚綱鱸形目鱸亞目鮨科的其中一種，分布於西印度洋區，包括模里西斯、馬爾地夫、塞席爾群島、英屬印度洋領地海域，棲息深度33-35公尺，體長可達7公分，棲息在深水礁石區，為底棲性魚類，屬肉食性，生活習性不明。

## 擴展閱讀
維基物種上的相關：美擬花鮨